# Comunità montana Medio Sangro
La comunità montana Medio Sangro (zona R) era stata istituita con la legge regionale 22 aprile 1976, n. 16 della regione Abruzzo, che ne ha anche approvato lo statuto.
È stata accorpata alla Comunità montana Montagna Sangro Vastese dopo una riduzione delle comunità montane abruzzesi che sono passate da 19 ad 11 nel 2008.
La Regione Abruzzo ha abolito la nuova Comunità montana insieme a tutte le altre comunità montane nel 2013.
La Comunità montana Medio Sangro, la cui sede era situata nel comune di Quadri, comprendeva nove comuni della provincia di Chieti:
- Borrello
- Civitaluparella
- Fallo
- Gamberale
- Montenerodomo
- Pizzoferrato
- Quadri
- Roio del Sangro
- Rosello